# Rue Neuve (Lille)
Pour les articles homonymes, voir Rue Neuve.
La rue Neuve est une rue de Lille, dans le Nord, en France.

## Situation et accès
La rue Neuve est une voie de l'hypercentre de Lille, qui relie la place du Général-de-Gaulle aux rues de Béthune, du Sec-Arembault et des Tanneurs. Classée aire piétonne, elle fait partie du réseau de rues piétonnes du quartier de Lille-Centre, et constitue l'une des principales rues commerçantes de l'agglomération.

## Origine du nom
À sa création la rue était une voie nouvelle dans un réseau inchangé depuis deux siècles. Les voies environnantes sont toutes plus anciennes (place du Général-de-Gaulle, rue du Sec-Arembault, rue de Béthune, rue des Tanneurs), à l'exception de la rue Saint-Nicolas, perpendiculaire ouverte en 1562.

## Historique
La rue est tracée en 1535 et bâtie sur le terrain de la maison de l'Épinette afin de désengorger la rue Pierre-Mauroy qui lui est parallèle. Elle comprenait deux ponts enjambant le canal du pont de Paris, à mi-distance entre la rue de Béthune et la rue Saint-Nicolas, et le canal des Boucheries, entre cette rue et la Grande Place. Ces ponts ont été recouverts de maisons au bord de la rue au cours du XVIIe siècle . Elle est la première rue piétonne de Lille en 1974.

## Annexe